# Vyakarana
Vyakarana é a tradição do estudo da gramática sânscrita e é uma das seis Vedangas ou disciplinas obrigatórias para o estudo dos Vedas.
O trabalho mais famoso é o Astadhyayi, escrito pelo sábio Panini, há melo menos 2.500 anos, ainda na Era Védica, fundamentado em textos ainda mais antigos e ancestrais como os de Sakatayana e Yaksa.
A necessidade de uma análise lingüística e gramatical extremamente precisa é fundamental para uma interpretação estrita da maior parte dos textos Védicos, especialmente o Brahma-sutra.
A tradição considera que o debate é fundamental no estudo gramatical, pois com o debate a dinâmica se transforma em semântica, uma vez que a liguagem é dinamicamente criada e que portanto o significado exato da palavra pode ser impreciso, impróprio ou inconclusivo, precisando ser  restabelecido continuamente para a exatidão do pensamento.